# Günther von Niebelschütz
Günther von Niebelschütz, nemški general, * 27. junij 1882, † 26. januar 1945.